# Lenguas tor-orya
Las lenguas tor-orya u orya-tor son un grupo de lenguas papúes que formarían una familia lingüística. Este grupo constra de la subfamilia tor, bien establecida, y de dos lenguas el orya que parece cercano a esta familia y el sause que sería algo más distante (y sobre el que existen dudas sobre si deber ser considerado parte de la familia).

## Clasificación
| Orya–Tor | \| \| Orya (Uria) \| \| \| \| \| \| Familia tor: Berik, Bonerif, Dabe–Keijar–Betaf, Itik, Jofotek-Bromnya, Kwesten, Kwinsu, Mander, Maremgi (Dineor), Vitou, Wares \| \| \| \| \| \| ? Sause \| \| \| \| |
|          | \| \| Orya (Uria) \| \| \| \| \| \| Familia tor: Berik, Bonerif, Dabe–Keijar–Betaf, Itik, Jofotek-Bromnya, Kwesten, Kwinsu, Mander, Maremgi (Dineor), Vitou, Wares \| \| \| \| \| \| ? Sause \| \| \| \| |
|          | Orya (Uria) |
|          | |
|          | Familia tor: Berik, Bonerif, Dabe–Keijar–Betaf, Itik, Jofotek-Bromnya, Kwesten, Kwinsu, Mander, Maremgi (Dineor), Vitou, Wares                                                                           |
|          | |
|          | ? Sause |
|          | |

## Descripción lingüística

### Pronombres
Malcom Ross reconstruye para la familia orya-tor las siguientes formas pronominales:
| yo       | *ai   | nosotros (exclusivo) | ?   |
| yo       | *ai   | nosotros (inclusivo) | *ne |
| tú       | *emei | vosotros             | *em |
| él, ella | *je   | ellos                | ?   |

### Comparación léxica
Los numerales en diferentes lenguas tor-orya son:
| GLOSA | Tor                  | Tor              | Tor                       | Tor            | Tor          | Orya             | Sause        | PROTO- TOR-ORYA    |
| GLOSA | Berik                | Dineor (Maremgi) | Kwesten                   | Mander         | PROTO-TOR    | Orya             | Sause        | PROTO- TOR-ORYA    |
| ----- | -------------------- | ---------------- | ------------------------- | -------------- | ------------ | ---------------- | ------------ | ------------------ |
| '1'   | daafena              | abdina~ afdikna  | áfàtàn~ afateni           | n'lᴂɸə         | *aɸa(-te)-na | aha-en           | 'nɔʔbɔŋ      | aɸa(-te)-na        |
| '2'   | naura                | nawe             | náwá                      | 'nawetʰ        | *nawera      | dan-dan          | daŋ          | *naw(r)-/ *dan-    |
| '3'   | nauniŋna             | nawesore         | náwā-jengki               | nawnega        | *naw-        | dan-ahan         | daŋhɔɾ       |                    |
| '4'   | naunaura             | nawe-nawe        | náwá-náwá                 | nawet-nawet    | *nawe-nawe   | dan-nër dan-nër  | daŋdaŋ       |                    |
| '5'   | tafa guri            | afatefafe        | náwá-náwá-jengki / fasbir | aɸa tɛɸantu    | *(aɸa) tɛɸa- | aha-ere taha tap | nɔbotaʔ'aɡor | *(aɸa) tɛɸa-       |
| '6'   | 5 + 1                | 5 + 1            | 5 + 1                     | tɛɸanaɸteɡan   | *5 + 1       | 5 + 1            | 5 + 1        | *5 + 1             |
| '7'   | 5 + 1                | 5 + 2            | 5 + 2                     | 5 + 2          | *5 + 2       | 5 + 2            | 5 + 2        | *5 + 2             |
| '8'   | 5 + 3                | 5 + 3            | 5 + 3                     | 5 + 3          | *5 + 3       | 5 + 3            | 5 + 3        | *5 + 3             |
| '9'   | 5 + 4                | 5 + 4            | 5 + 4                     | 5 + 4          | *5 + 4       | 5 + 4            | 5 + 4        | *5 + 4             |
| '10'  | tafa afwer sama guri | nawe-tefafe      | dónsòrò- áfàtàn           | 'aɸa tɛ'ɸan tu | *nawe-tɛɸa   | dare taha tap    | dantaʔaɡor   | *dan-(X-)tɛɸa- (?) |